# Goodie Mob
Goodie Mob é um grupo de hip hop com sede em Atlanta, Geórgia que se formou em 1991  e atualmente é composto por membros Cee-Lo, khujo, TM, e Big Gipp.

## Discografia

### Álbuns de estúdio
- 1995 – Soul Food
- 1998 – Still Standing
- 1999 – World Party
- 2004 – One Monkey Don't Stop No Show
- 2013 – Age Against the Machine